# Guloninae
Guloninae — подсемейство куньих (Mustelidae), распространенное в Евразии и обоих Америках. В него входят куницы и илька, тайра и росомаха. Эти роды ранее были включены в парафилетически определённое подсемейство Mustelinae.
Большинство видов Guloninae в некоторой степени являются древесными. Некоторые из ценных пушных зверей происходят из этого подсемейства, например, соболь и куница.

## Роды и виды
- Род Тайры (Eira)
  - Тайра (Eira barbara)
- Род Gulo
  - Росомаха (Gulo gulo)
- Род Куницы (Martes)
  - Американская куница (Martes americana)
  - Martes caurina
  - Харза (Martes flavigula)
  - Каменная куница (Martes foina)
  - Нилгирская харза (Martes gwatkinsii)
  - Лесная куница (Martes martes)
  - Японский соболь (Martes melampus)
  - Соболь (Martes zibellina)
- Род Pekania
  - Илька (Pekania pennanti)
- † ? Plesiogulo Zdansky, 1924[6][7]
  - † P. brachygnathus (Schlosser, 1903)
  - † P. botori Haile-Selassie, Hlusko & Howell, 2004
  - † P. crassa Teilhard de Chardin, 1945
  - † P. marshalli (Martin, 1928)
  - † P. lindsayi Harrison, 1981
  - † P. monspessulanus Viret, 1939
  - † P. praecocidens Kurtén, 1970
- † Plionictis[8]
  - † Plionictis buwaldi
  - † Plionictis kinseyi
  - † Plionictis oaxacaensis
  - † Plionictis ogygia
  - † Plionictis oregonensis